# آتش‌سوزی کمپ ترک اعتیاد لنگرود
آتش‌سوزی کمپ ترک اعتیاد لنگرود حادثه‌ای بود که در روز جمعه، دوازدهم آبان ۱۴۰۲ باعث کشته‌شدن بیش از ۳۰ نفر شد و در پی این حادثه رو یکشنبه چهاردهم آبان ۱۴۰۲ در لنگرود عزای عمومی اعلام شد.

## شرح واقعه
آتش‌سوزی در ساعت ۵:۴۵ صبح روز دوازدهم آبان، در کمپی به نام «گام اول رهایی» شروع شد. افراد حاضر در مرکز به دلیل قفل بودن در امکان خارج شدن را پیدا نکردند و در جریان حادثه ۳۲ نفر کشته و ۱۷ نفر مصدوم شدند. مقامات استان گیلان وضعیت برخی اجساد سوخته را غیرقابل شناسایی اعلام کردند. تا تاریخ ۲۱ آبان، آمار فوتی‌های این حادثه به ۳۶ نفر رسید.

## علت آتش‌سوزی
معاون استاندار گیلان در ابتدا علت آتش‌سوزی را طبق بررسی‌های اولیه آتش‌گرفتن بخاری عنوان کرد، اما چند روز پس از حادثه با طرح فرضیه عمدی بودن آتش‌سوزی، از دستگیری یک نفر به این اتهام خبر دادند. دادستان مرکز استان گیلان متهم را شخصی معرفی کرده که در این کمپ بستری بوده و به‌تازگی آن را ترک کرده‌است.